# Hermann von Blomberg
Pour les articles homonymes, voir Blomberg (homonymie).
Paul Hermann von Blomberg (né le 5 juin 1836 à Bromberg et mort le 15 octobre 1924 à Berlin) est un général d'infanterie prussien.

## Biographie

### Origine
Hermann est le fils du major prussien Ludwig von Blomberg (1803-1892) et de son épouse Amalie, née von dem Borne (1807-1851). Trois de ses frères poursuivent également une carrière militaire dans l'armée prussienne.

### Carrière militaire
Blomberg étudie aux lycées de Posen et Stargard ainsi qu'aux maisons des cadets de Culm et de Berlin. Il est ensuite transféré au 2e régiment de grenadiers de l'armée prussienne en tant que sous-lieutenant le 26 avril 1853. Après avoir été affecté au département du génie de la Garde, il devient adjudant du bataillon de fusiliers au début de novembre 1857 et, à ce titre, est promu premier lieutenant à la mi-décembre 1860. Début octobre 1861, il est affecté au bataillon de tirailleurs de la Garde (de) pour un an et pendant la situation mobile à l'occasion de la guerre contre le Danemark, Blomberg est commandant de compagnie dans le bataillon de remplacement du 4 au 3 juin 1864 dans le 4e régiment de grenadiers de la Garde. Au même titre, il est ensuite affecté jusqu'à fin juin 1864 au 1er bataillon du 2e régiment de Landwehr de la  Garde à Hamm. Après d'autres commandements au 3e bataillon du 1er régiment de grenadiers de la Garde de Landwehr et en tant qu'adjudant au bureau du commandant à Berlin, Blomberg prend la direction du 9e compagnie dans son régiment d'origine au début de la guerre contre l'Autriche en 1866. Il la mène dans les batailles de Soor et de Sadowa et reçoit l'Ordre de l'Aigle rouge de 4e classe avec épées pour son comportement.
Blomberg est nommé 5e régiment de grenadiers le 10 mars 1870 en tant qu'adjudant au commandement général du 2e corps d'armée et promu major au début de la guerre contre la France. Il participe aux batailles de Saint-Privat et Champigny, aux sièges de Metz et de Paris et aux batailles de Salins, Fresne et Pontarlier. Blomberg reçoit les deux classes de la croix de fer et est nommé le 1er janvier 1872 commandant du 1er bataillon du 115e régiment d'infanterie (de) à Darmstadt. À la mi-juin 1879, il est promu colonel avant d'être affecté à la direction du 26e régiment d'infanterie le 21 octobre 1879, dans un poste à la suite. Du 11 décembre 1879 au 13 juillet 1885, il est commandant du régiment puis est initialement chargé de la 39e brigade d'infanterie à Hanovre et nommé commandant de brigade comme général de division le 16 septembre 1885. Le 12 juillet 1888, Blomberg est chargé de diriger la 5e division d'infanterie à Francfort-sur-l'Oder. En tant que lieutenant général, il commande cette grande unité du 19 septembre 1888 au 19 octobre 1891. Puis au général commandant le II. Nommé au corps d'armée, il reçoit à ce titre l'Ordre de la Couronne de 1re classe à l'occasion de la fête de l'Ordre en janvier 1892 et est promu général d'infanterie à la fin du mois. En septembre de l'année suivante, il est envoyé à Bromberg au nom de l'emepereur pour déposer une couronne à l'occasion de l'inauguration du monument à Guillaume Ier. Après les manœuvres d'automne, Guillaume II lui décerne le 12 septembre 1895 la Grand-Croix de l'Ordre de l'Aigle rouge avec feuilles de chêne et épées sur l'anneau. Positionné à la suite dans le 2e régiment de grenadiers, Blomberg reçoit la pension légale lorsque sa demande de congé est approuvée le 6 janvier 1898. L'empereur lui rend hommage le 13 septembre 1911 en lui décernant l'Ordre du Mérite de la couronne de Prusse.

### Famille
Blomberg se marie avec Hedwig von Kleist (1840-1926) à Buddendorf le 20 septembre 1860. Le mariage donne naissance à plusieurs enfants, dont le fils Hermann (1869-1894), décédé du typhus.